# Emmaüs
Emmaüs er en organisation som tager sig af hjemløse og er grundlagt i Frankrig i 1949 af præsten Abbé Pierre. Velgørenheden har mange former rundt omkring på jorden, for eksempel samles der ting til genbrugsbutikker, hvor overskuddet går til velgørenhed. Navnet er en henvisning til den bibelske fortælling i Lukasevangeliet om to vandrende fra Jerusalem til Emmaus, som møder Jesus på vejen efter hans genopstandelse.
Fra 1971 har regionale og nationale initiativer været samlet i en overordnet organisation, Emmaus International, der repræsenterer 310 grupper i 36 lande. Organisationens mål findes i et "Universal Manifesto of Emmaus International":
| Citat | Vort ledende princip er et, som er vigtigt for hele den menneskelige race, hvis der skal være et liv, som er værd at leve og sand fred både for den enkelte og samfundet: Hjælp dem, der har det værre end dig selv før dig selv. Hjælp de mest trængende først. | Citat |
|       | |       |